# Britt-Marie Schuster
Britt-Marie Schuster (* 1969) ist eine deutsche Germanistin.

## Leben
Nach dem Studium (1987–1994) der Germanistik, Politikwissenschaft und Philosophie an der Philipps-Universität Marburg war sie von 1994 bis 1999 wissenschaftliche Mitarbeiterin von Hans Ramge am Institut für Germanistik der Justus-Liebig-Universität Gießen. Nach der Promotion 1999 am Fachbereich 09 „Germanistik und Kunstwissenschaften“  in Marburg hatte sie von 1999 bis 2008 eine C1-Stelle (wissenschaftliche Assistentin) am Institut für Germanistik in Gießen bei Hans Ramge, ab 2007 bei Thomas Gloning. Nach der Habilitation 2006 an der Justus-Liebig-Universität Gießen (Gutachter: Hans Ramge, Helmuth Feilke, Gerd Antos und Winfried Speitkamp) ist sie seit 2009 W2-Professorin für Germanistische Sprachwissenschaft der Universität Paderborn.
Ihre Forschungsschwerpunkte sind Textlinguistik, Textstilistik, Textsortengeschichte, Textsortenwandel; historische Medienlinguistik; kulturanalytische Linguistik, Kommunikationsgeschichte, Soziopragmatik; Fachsprache/Fachkommunikation; sprachliche Formel-/Musterhaftigkeit in diachronen Bezügen und Textgrammatik und Textsemantik.

## Schriften (Auswahl)
- Die Verständlichkeit von frühreformatorischen Flugschriften. Eine Studie zu kommunikationswirksamen Faktoren der Textgestaltung. Hildesheim 2001, ISBN 3-487-11472-0.
- Auf dem Weg zur Fachsprache. Sprachliche Professionalisierung in der psychiatrischen Schreibpraxis (1800–1939). Berlin 2010, ISBN 978-3-11-023117-5.